# Ryskt kallblod
Det ryska kallblodet är en tung hästras som utvecklades i Ryssland och till viss del även i  Ukraina. Det ryska kallblodet är ganska liten i jämförelse med många andra kallblodshästar, en del exemplar kan till och med bli under den högsta tillåtna mankhöjden för ponnyer som är på 148 cm. Tillsammans med Vladimirhästen och det Sovjetiska kallblodet är det ryska kallblodet en av de få kallblodshästar som härstammar ifrån Ryssland och dessa tre raser utvecklades nästan samtidigt, men trots namnet så utvecklades det ryska kallblodet först i Ukraina. Rasen kallas ryskt då all registrering sker i Ryssland. 

## Historia
Det ryska kallblodet utvecklades först vid de statliga stuterierna i Chrenov och Derkul i Ukraina under 1800-talets första hälft där man avlade fram tunga hästar baserade på Ardennerhästar och Brabanthästar från Belgien som korsades med inhemska ston. Dessa hästar exporterades i ganska stort antal till Ryssland och bland annat hamnade en liten del av dem som avelshästar i Moskva. Hästarna fortsatte där att utvecklas. Man korsade in importerade Ardennerhästar från Sverige och Percheronhästar från Frankrike, samt ännu mer belgiska kallblod. För att få lite lättare rörelser och lättare typ korsade man även in Orlovtravare. 
1860 började man avla systematiskt för att fastställa typen men 1875 fanns enbart 9 fastställda avelshingstar. Dock skulle rasen snabbt växa i popularitet mycket tack vare världsutställningen i Paris år 1900 då man visade upp rasen för första gången och 1915 hade antalet växt till 597 hästar. Den linje som avlades fram som hade mer uttalad influens från Ardennern blev så populär att det blev den vanligaste hästen i hela Ryssland. 
Fram till 1920-talet så kallades rasen för rysk Ardenner men den var då nästan på väg att dö ut bland annat på grund av Första världskriget som enbart lämnade kvar 92 hingstar över hela landet. Stuterierna tog till väl utvecklade avelsprogram för att rädda rasen. 1937 fastställdes hästarna som egen ras men godkändes inte av myndigheterna eller fick sitt nya namn Ryskt kallblod förrän 1952. Alla dokument om hästarna hålls på ryska institutet och nästan all avel av tunga kallblod i området styrs helt ensamt av professorn Dr Irina Sorokina. 

## Egenskaper
Det ryska kallblodet är en ganska liten draghäst men minst lika stark som de större kallbloden. Hästen är byggd som en grövre Cob, en typ av ridhäst som är grövre i byggnaden än andra ridhästar.  Rasen har fått mycket bra egenskaper från Orlovtravaren med sina livliga rörelser och ett fint huvud. Benen är fina och inte jättekraftiga och rasen har enbart lite hovskägg. 
Ryska kallblod växer dessutom snabbt och man menar att rasen är i stort sett färdigutvecklad redan vid 18 månader och rasen är dessutom långlivad. Detta är en väldigt nödvändig egenskap hos jordbrukshästar i Ukraina där de är nödvändiga för många bönder i landet som ännu inte har råd att hålla sig med modernare utrustning eller maskiner. Att ha en häst som kan användas tidigt och arbeta länge är viktigt för bönderna. 